# 周之茂
周之茂（16世紀—1644年），字松如，湖廣黃州府麻城縣人，明朝政治人物。

## 生平
周之茂在萬曆四十三年（1615年）中湖廣鄉試第四十名舉人，崇禎七年（1634年）成進士，户部观政后，六月授户部浙江司主事，八年升贵州司员外郎，九年任云南乡试主考官，本年十二月升浙江司郎中；十年（1637年）時升任淮安知府，以推辞不赴任被下獄，次年被赦免回鄉。
很快周之茂得復職，十七年（1644年）春天北上候補任職，任命未下，李自成已攻陷北京，被擒拿後迫令下跪，他拒絕而遭挺擊，折斷手腳而死。

## 身后
清朝嘉慶九年（1804年）獲賜諡烈愍，入祀忠義祠。

## 家族
曾祖周文炌，驲宰；祖周篪，主簿、封职方司员外；父周思大，知州、戊午舉人。

## 引用
1. 1 2  光緒《重修麻城縣志·卷二十二·耆舊志五》：周之茂，字松如，崇禎甲戌進士，歷官水衡郎。服闋，需次都下，闖賊破京城搜得之，迫使跪不得，折其臂而死。國朝嘉慶九年賜諡烈愍，入忠義祠。 坿《明史》忠義金鉉傳。
2. ↑  光緒《重修麻城縣志·卷十四·選舉志一》：（萬曆）四十三年乙卯（舉人）……周之茂
3. ↑  《崇祯七年甲戌科进士三代履历》：周之茂，曾祖文炌，驲宰；祖篪，主簿、封职方司员外；父思大，知州、戊午。松如，易五房，壬寅年三月初八日生，黄州府麻城县人，乡试四十，会二百六十四名，二甲五名，户部观政，六月授户部浙江司主事，乙亥升贵州司员外，丙子云南主考，丙子升浙江司郎中，丁丑升淮安知府。
4. ↑  《明季北略·卷二十一》：周之茂，字松如，湖廣麻城人。崇禎甲戌進士。前戶部郎。壬午典試雲南，回升淮安知府，辭不赴，下獄，逾年宥歸。旋復職，春間北上候補，命未下，為賊執去。命之跪，不屈，遭挺擊，折臂斷足而死。以未補官，故罕傳之。其里人言之甚確。
5. ↑  《欽定勝朝殉節諸臣錄·卷四》：戶部郎中周之茂，麻城人；先遷淮安知府，未任，諭罷。在京，辨復原職候補。都城陷，為賊搜得，使跪，不屈，折臂死。 見明史及輯覽